# Lamprempis benigna
Lamprempis benigna är en tvåvingeart som beskrevs av Osten Sacken 1887. Lamprempis benigna ingår i släktet Lamprempis och familjen dansflugor. Inga underarter finns listade i Catalogue of Life.